# Sergievo-Posadsky (huyện)
Huyện Sergievo-Posadsky (tiếng Nga: ? райо́н) là một huyện hành chính tự quản (raion), của Tỉnh Moskva, Nga. Huyện có diện tích 2014 kilômét vuông, dân số thời điểm ngày 1 tháng 1 năm 2000 là 119800 người. Trung tâm của huyện đóng ở Sergiev Posad (Zagorsk).